# Fakafifine
Fakafifine são pessoas de Niue que nasceram designadas como homens, mas que têm uma expressão de gênero feminina. Em Niue, isto é entendido como um terceiro género, culturalmente específico do país.

## Etimologia
O termo vem do Niue e é composto pelo prefixo faka- (à maneira de) e pelo sufixo - fifine (mulher) e é definido no Dicionário da Língua Niue como 'comportar-se como uma mulher' ou 'ser efeminado'. Um termo relacionado é fakataane, que significa 'comportar-se como um homem'.
Fakafifine está incluído na sigla MVPFAFF+ (mahu, vakasalewalewa, palopa, fa'afafine, akava'ine, fakaleiti ou leiti, fakafifine e outros), cunhada por Phylesha Brown-Acton, para "aumentar a conscientização sobre a diversidade de gênero Pasifika, além do termo LGBTQI".

## Fakafifine notável
- Phylesha Brown-Acton (nascida em 1976), ativista dos direitos humanos.[7]